# Rajčići (Chorwacja)
Rajčići – wieś w Chorwacji, w żupanii sisacko-moslawińskiej, w mieście Novska. W 2011 roku liczyła 4 mieszkańców.